# Elite Daily
Elite Daily es un sitio web de noticias estadounidense fundado por David Arabov, Jonathon Francis y Gerard Adams, cuya audiencia objetivo son los millenials. Además de publicar noticias sobre temas generales y de actualidad, y tendencias, ofrece reportajes especiales y listículos en áreas como la política, la justicia social, sexo y citas, vida universitaria, cuestiones relativas a las mujeres, dinero, deportes y humor. Su eslogan es «La voz de la generación Y».

## Historia
Elite Daily se lanzó de forma independiente en febrero de 2012 y fue adquiridad por DMG Media en enero de 2015 por un valor estimado de USD 50 millones. En diciembre de 2014, Elite Daily fue el séptimo sitio web más compartido en Facebook y el décimo cuarto portal de noticias  en línea estadounidense más popular. En 2015, se lo listó como uno de los publicadores de contenido más prolíficos en Facebook.
El 17 de abril de 2017, DMG anunció que Elite Daily había sido adquirido por Bustle Digital Group.